# Прыжки в воду на чемпионате Европы по водным видам спорта 2018 — команды
Соревнования в синхронных прыжках в воду среди команд на чемпионате Европы по водным видам спорта 2018 прошли 6 августа 2018 года.

## Результаты
Финал стартовал 6 августа в 12:00 по местному времени.
| Место | Страна         | Спортсмены                       |        |
| Место | Страна         | Спортсмены                       | Баллы  |
| ----- | -------------- | -------------------------------- | ------ |
| 1     | Украина        | Олег Колодий София Лыскун        | 355.90 |
| 2     | Германия       | Луи Массенберг Мария Курьо       | 352.60 |
| 3     | Россия         | Юлия Тимошинина Евгений Кузнецов | 349.55 |
| 4     | Великобритания | Джеймс Хитли Робин Бёрч          | 343.15 |
| 5     | Италия         | Ноэми Батки Гиованни Точчи       | 324.40 |
| 6     | Беларусь       | Вадим Каптур Алёна Хамулькина    | 317.70 |
| 7     | Швеция         | Эллен Эк Винко Парадзик          | 270.30 |